# Per sempre (Luciano Ligabue)
Per sempre è un singolo del cantautore italiano Luciano Ligabue, pubblicato il 10 febbraio 2014 come terzo estratto dal decimo album in studio Mondovisione.

## Descrizione
Ligabue ha dedicato questa canzone ai propri genitori. Al riguardo ha detto: «Ci sono delle immagini, delle istantanee che diventano eterne, senza tempo. Sono cose destinate a farti compagnia per tutta la vita: fotografie che non hai bisogno di una macchina o di un telefonino per scattare».

## Video musicale
Il video è stato trasmesso in tutti i cinema al giorno dell'uscita. È stato girato negli studi di Cinecittà presso Roma.

## Classifiche
| Classifica (2014) | Posizione massima |
| ----------------- | ----------------- |
| Italia            | 24                |